# Mikroregion Hustopečsko

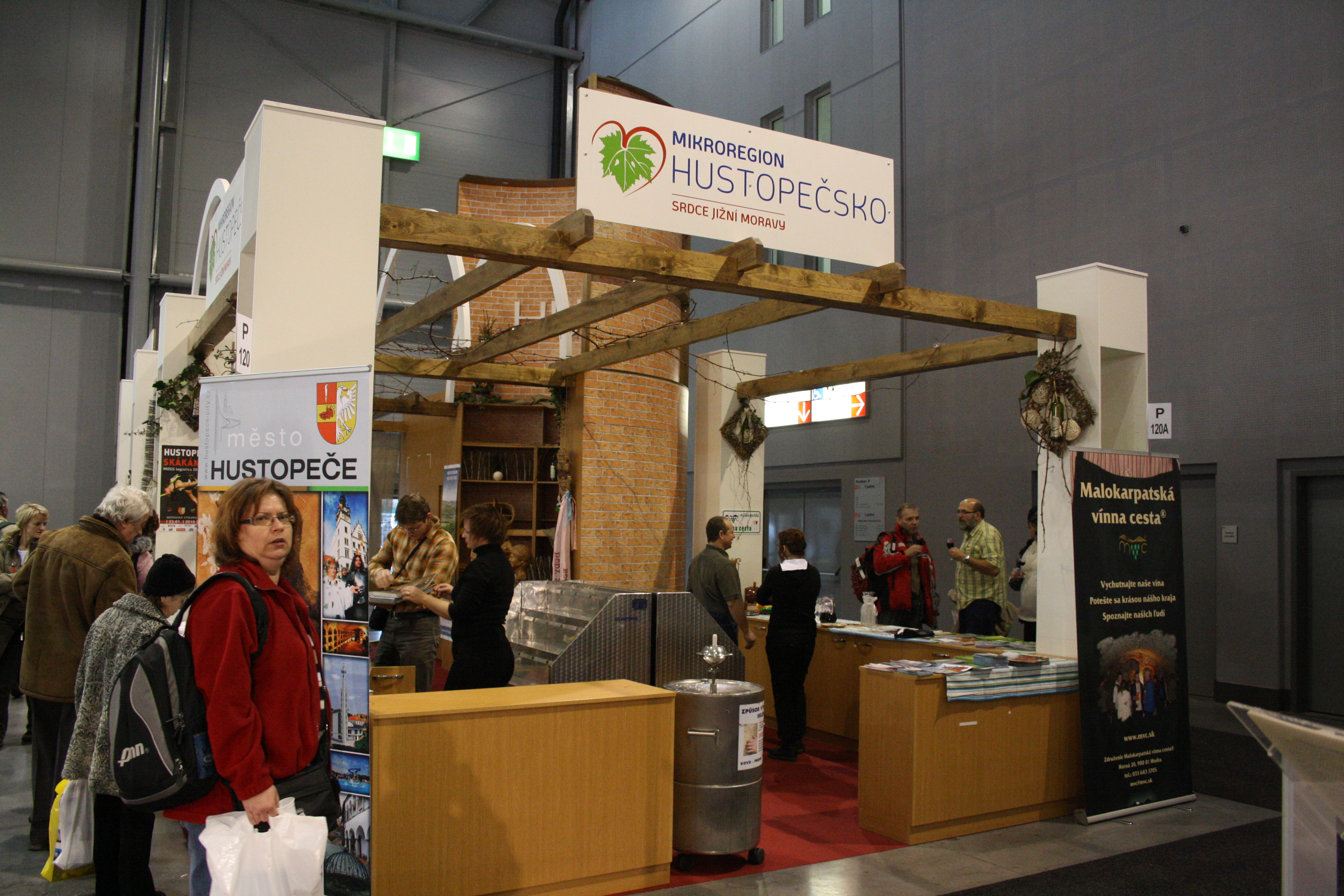
Die Mikroregion Hustopečsko präsentiert sich mit einem Infostand bei der Regiontour 2010

Die Mikroregion Hustopečsko liegt geographisch im Bereich des Flusses Thaya (tschechisch: Dyje) in der Region Novomlýnské nádrže und im südlichen Teil des Ždánický les. Ihr Mittelpunkt ist die Stadt Hustopeče. 78 % der Region hat eine landwirtschaftliche Prägung, 7 % bilden Waldgebiete, 4 % Wasserflächen und 11 % sind bebaut oder sonstige Flächen. In der Mikroregion leben etwa 29.000 Menschen auf 27.416 Hektar.
Die Ebene im südlichen Teil mit einer Meereshöhe von 170 bis 200 Meter nimmt etwa ein Drittel der Fläche ein, meist landwirtschaftlich genutzt oder mit Wasserflächen, die oft der Fischzucht dienen. Im nördlichen Teil ist es hügelig. Der höchste Berg ist der Přední kout mit 410 Metern Seehöhe. 
Die Besiedlung der Region erfolgte im 13. bis 15. Jahrhundert. Die Lebensgrundlage der Menschen war die Landwirtschaft, vor allem der Wein- und Obstbau. Diese Tradition blieb bis heute erhalten. Das Weinanbaugebiet Velké Pavlovice gehört noch heute zu den bekanntesten Lieferanten hochqualitativer Weine. Die neue Ernte und die Weine werden in sogenannten Verkostungen (tschechisch: koš), kulturell-gesellschaftlichen Ereignissen, die viele Besucher in die Gegend ziehen, vorgestellt.

## Städte und Gemeinden der Mikroregion
Folgende Gemeinden werden zur Mikroregion Hustopečsko gezählt:
- Boleradice
- Borkovany
- Bořetice
- Brumovice
- Diváky
- Horní Bojanovice
- Hustopeče
- Kašnice
- Klobouky u Brna
- Kobylí
- Krumvíř
- Křepice
- Kurdějov
- Morkůvky
- Němčičky
- Nikolčice
- Popice
- Pouzdřany
- Starovičky
- Starovice
- Strachotín
- Šakvice
- Šitbořice
- Uherčice
- Velké Hostěrádky
- Velké Němčice
- Velké Pavlovice
- Vrbice
- Zaječí